# 群治大学
私立群治大学是民国时期湖南省长沙市的私立大学。校址在长沙浏阳门外南元宫，1937年迁至桃源县黄市镇。1924年在上海设立分校，校内称之为“本大沪校”，校长罗杰，校址在劳勃生路110号(今长寿路728号)。

## 历史
民国元年罗杰、李培滋、王燮文、余超、常治、陈澄等发起建立“私立群治法政专门学校”。罗杰为校长。先设筹备处于长沙又一村，后租长沙连升街的长沙县废署（除马号、监狱）为校址。首设法制别科一班，以后逐步增设政治经济别科及预科一班、政治经济别科第二班、法科预科第二班、补修法律别科第二班、政治经济本科一班、法律本科一班。1922改称私立群治大学。校长罗杰，副校长张相文。1928年大学部即停止开班，专门部则继续招生。1930年改为法学院。1934年8月政治、经济各科学生毕业后，于浏阳门外令筑物改建“群治农商专科学校”；其中的商业专修科内设银行会计组、工商管理组。校董会推湖南省政府主席何键为校长。1938年停办。1940年教育部核准恢复，试办商科，应考学生极少未能开学。1941年5月改为高级商业职业学校。

## 校友
- 杜平：中国人民解放军开国中将。1927年7月经同学多方帮助,升入湖南群治大学特科读书。1929年冬辍学回家,参加中共秘密工作。
- 方之中：中国人民解放军开国少将，1921年考取湖南群治大学法律科，1925年秋考取黄埔军校第四期
- 黄鳌，就读于湖南群治大学，入黄埔军校第一期第二队学习，毕业后任黄埔军校政治部秘书股主任，参与组织中国青年军人联合会。北伐时任国民革命军第二军政治部主任。大革命失败后赴鄂西进行武装斗争，参与领导鄂西秋收暴动，任工农革命军第四军参谋长，后在石门渫阳战斗中牺牲。
- 潘佑强，从群治大学入黄埔一期。国民革命军陆军中将、国民政府国防部战地视察室主任
- 李亚农：1924年湖南的全省学生联合会主席
- 赖可可：浙江省委副书记。1930年上海群治大学文学系就读。
- 杨荣国：中国知名哲学家。毕业于上海群治大学。
- 李六如：1920年任教。
- 何凤山：1929年同时在湖南大学与群治大学(亦称群治法政学校)兼课，教授经济学、英文与国际政治。
- 葛肇基：民国时期上海租界律师公会从业律师，毕业于上海群治大学。1903年在上海创建英商建筑设计公司“泰昌洋行（Grove & Co. G.R)”，期间该公司参与当年川汉铁路勘测， 葛肇基任职川汉铁路地质测量师。保路运动后川汉铁路停建，他继续在上海从事建筑设计，建造和房地产业务，在上海留有多处地标性建筑。英商泰昌洋行在第一次世界大战时期受英国政府委派在沪招募赴欧华工，是江南地区一战华工的主要组织者。泰昌洋行在1920年后结束业务。葛肇基在英国律师L.K.Kentwell事务所学习英国法律。随后加入中国国籍，在上海静安区开设自己的中国律师事务所，专门办理涉外法律援助。